# Gobierno de Eleazar López Contreras
El gobierno de Eleazar López Contreras (1935-1941) fue un régimen híbrido de transición de la dictadura de Juan Vicente Gómez, siendo ratificado por el Congreso de la República de Venezuela como presidente interino en 1935 para completar el mandato de Gómez tras su muerte, y elegido presidente constitucional en 1936 hasta 1941 con 121 de 122 votos, por lo que legalmente López Contreras tuvo dos gobiernos. Fue el tercer gobierno de la etapa conocida como Hegemonía Andina, liderada por presidentes nacidos en el estado Táchira.
A nivel legislativo se aprobó la Constitución de 1936. La política económica de López Contreras fue proteccionista.
A nivel electoral, significó un proceso de apertura democrática, llevando a cabo las primeras elecciones del siglo XX donde participara la oposición al gobierno, manteniendo una postura anticomunista. El presidente López Contreras incentivó el regreso de los oponentes políticos del gomecismo y luego exilió a varios de sus principales dirigentes.
El de López Contreras fue el gobierno durante la primera parte de la Segunda Guerra Mundial, declarando una posición neutral en 1939.
Tras su mandato apoyó la sucesión de su ministro de Guerra y Marina, Isaías Medina Angarita. Ese año fue establecido el Jurado de Responsabilidad Civil y Administrativa para investigar corrupción relativa al gobierno de los gobiernos gomecistas y posgomecistas, incluyendo el de López Contreras. Debido a su mandato presidencial, tras el establecimiento de la constitución de 1961 fue nombrado senador vitalicio, cargo que ejerció hasta su muerte.

## Contexto histórico

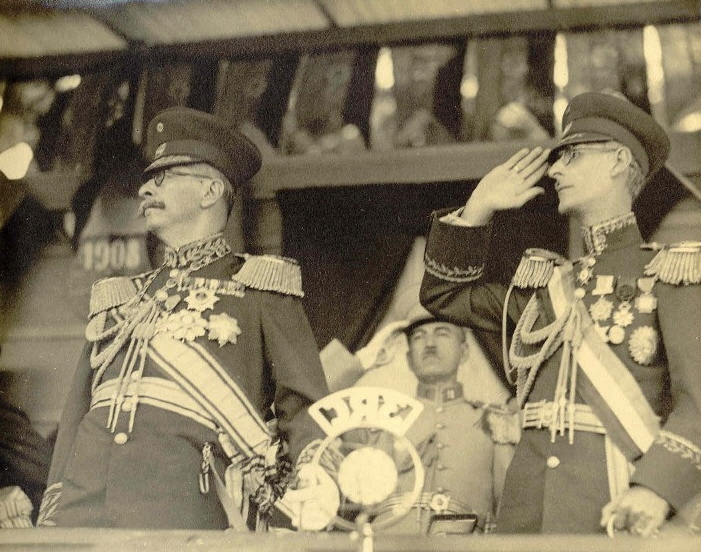
Juan Vicente Gómez y Eleazar López Contreras en Maracay. 1934.

El dictador Juan Vicente Gómez tenía 77 años a principios de 1935, estaba enfermo, y existía una conspiración interna en el gobierno que se disputaba su sucesión, particularmente con Eustoquio Gómez.  Varios autores señalan que Gómez habría pensado en Diógenes Escalante como su sucesor.
Cuando Gómez murió en diciembre de 1935, el gabinete se reunió y seleccionó al general Eleazar López Contreras, ministro de Guerra y Marina, como encargado de terminar el mandato de Gómez, que finalizaba legalmente en 1936. El Congreso ratificó a López Contreras como presidente interino en 1935 y presidente constitucional tras las elecciones de 1936.

## Gabinete

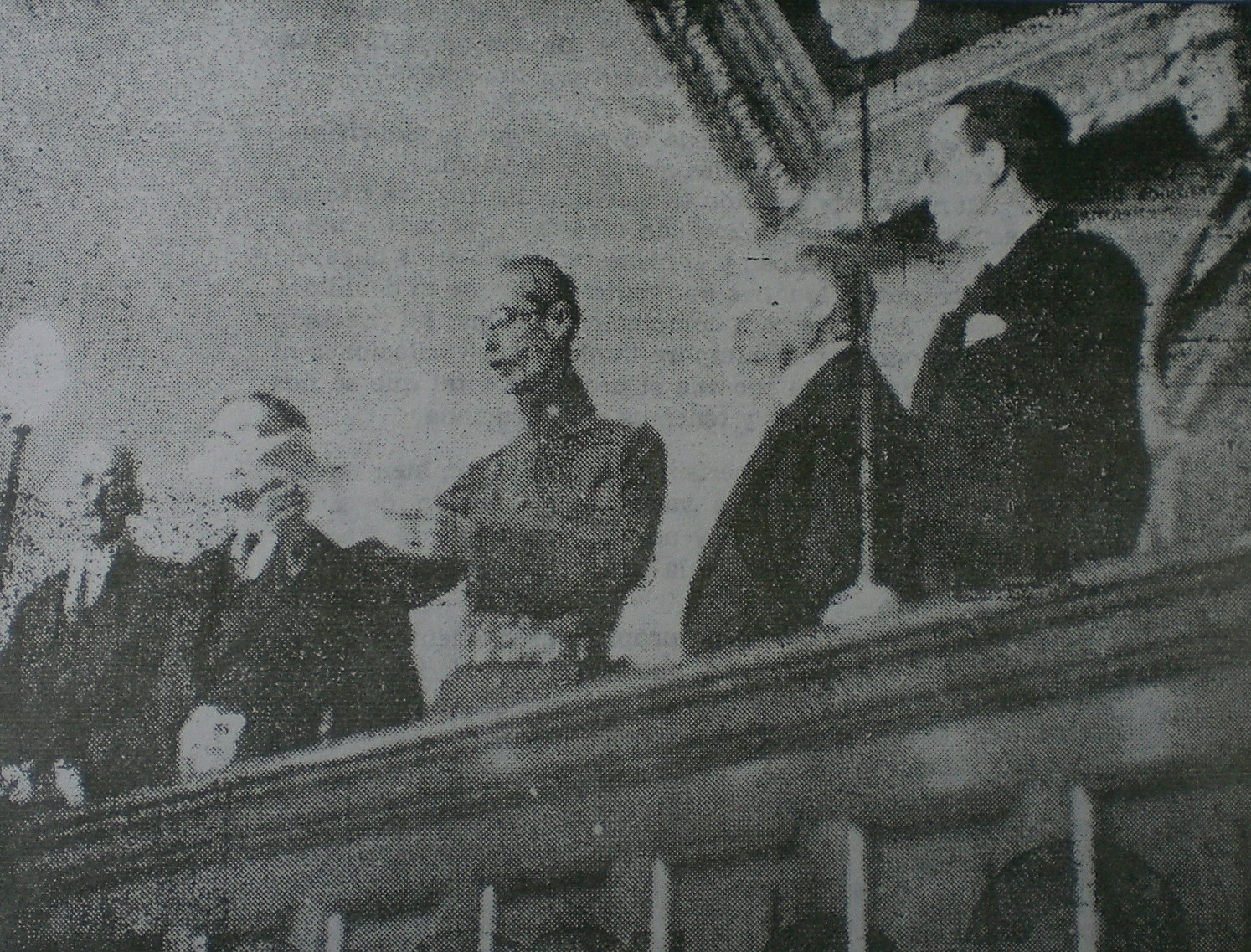
Toma de posesión del presidente López Contreras en 1936.

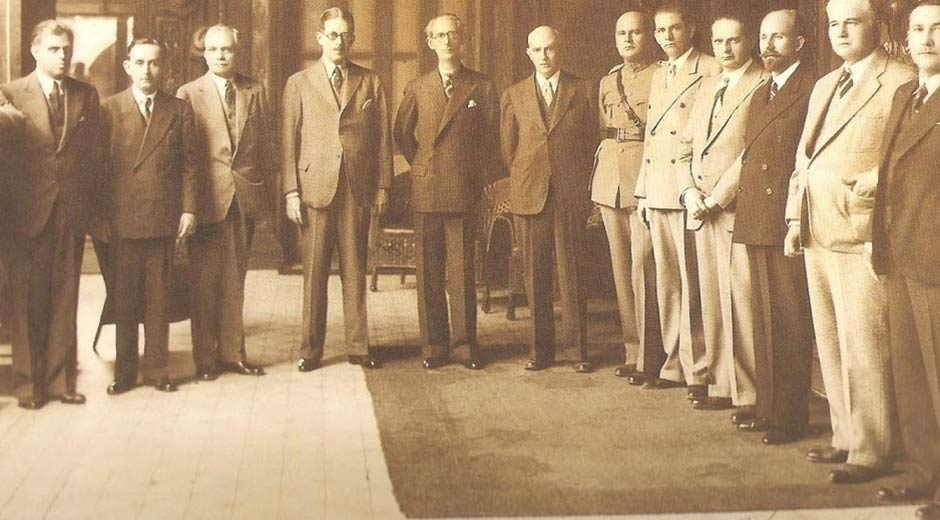
López Contreras y su gabinete en 1936.

| Gabinete Ejecutivo Período 1935-1941    | Gabinete Ejecutivo Período 1935-1941 | Gabinete Ejecutivo Período 1935-1941 |
| --------------------------------------- | ------------------------------------ | ------------------------------------ |
| Organismo                               | Autoridad                            | Período                              |
| Ministerio de Relaciones Interiores     | Pedro Tinoco Smith                   | 1935-1936                            |
| Ministerio de Relaciones Interiores     | Diógenes Escalante                   | 1936                                 |
| Ministerio de Relaciones Interiores     | Alejandro Lara Núñez                 | 1936                                 |
| Ministerio de Relaciones Interiores     | Régulo Olivares                      | 1936-1937                            |
| Ministerio de Relaciones Interiores     | Alfonso Mejía                        | 1937-1938                            |
| Ministerio de Relaciones Interiores     | Luis Gerónimo Pietri                 | 1938-1941                            |
| Ministerio de Relaciones Exteriores     | Pedro Itriago Chacín                 | 1935-1936                            |
| Ministerio de Relaciones Exteriores     | Esteban Gil Borges                   | 1936-1941                            |
| Ministerio de Hacienda                  | Efraim González                      | 1935-1936                            |
| Ministerio de Hacienda                  | Gustavo Herrera                      | 1936                                 |
| Ministerio de Hacienda                  | Alejandro Lara Núñez                 | 1936                                 |
| Ministerio de Hacienda                  | Alberto Adriani                      | 1936                                 |
| Ministerio de Hacienda                  | Manuel Egaña                         | 1937-1938                            |
| Ministerio de Hacienda                  | Francisco J. Parra                   | 1938-1941                            |
| Ministerio de Guerra y Marina           | Antonio Chalbaud Cardona             | 1935-1936                            |
| Ministerio de Guerra y Marina           | Isaías Medina Angarita               | 1936-1941                            |
| Ministerio de Fomento                   | Pedro París                          | 1936                                 |
| Ministerio de Fomento                   | Néstor Luis Pérez                    | 1936-1938                            |
| Ministerio de Fomento                   | Manuel R. Egaña                      | 1938-1941                            |
| Ministerio de Obras Públicas            | Antonio Díaz                         | 1935-1936                            |
| Ministerio de Obras Públicas            | Tomás Pacaninis                      | 1936-1938                            |
| Ministerio de Obras Públicas            | Enrique Jorge Aguerrevere            | 1938-1941                            |
| Ministerio de Instrucción Pública       | R. González Rincones                 | 1935-1936                            |
| Ministerio de Instrucción Pública       | José Ramón Ayala                     | 1936                                 |
| Ministerio de Instrucción Pública       | Caracciolo Parra Pérez               | 1936                                 |
| Ministerio de Instrucción Pública       | Rómulo Gallegos                      | 1936                                 |
| Ministerio de Instrucción Pública       | Alberto Smith                        | 1936-1937                            |
| Ministerio de Instrucción Pública       | Rafael Ernesto López                 | 1937-1938                            |
| Ministerio de Instrucción Pública       | Enrique Tejera Guevara               | 1938-1939                            |
| Ministerio de Instrucción Pública       | Arturo Uslar Pietri                  | 1939-1941                            |
| Ministerio de Sanidad y Agricultura     | R. González Rincones                 | 1935-1936                            |
| Ministerio de Salud y Asistencia Social | Enrique Tejera Guevara               | 1936                                 |
| Ministerio de Salud y Asistencia Social | Santos Dominici                      | 1936-1937                            |
| Ministerio de Salud y Asistencia Social | Honorio Sigala                       | 1937-1938                            |
| Ministerio de Salud y Asistencia Social | Julio García Álvarez                 | 1938-1941                            |
| Ministerio de Comunicaciones            | Francisco H. Rivero                  | 1936                                 |
| Ministerio de Comunicaciones            | Honorio Sigala                       | 1936                                 |
| Ministerio de Comunicaciones            | Alejandro Lara Núñez                 | 1936-1937                            |
| Ministerio de Comunicaciones            | Luis Gerónimo Pietri                 | 1937-1938                            |
| Ministerio de Comunicaciones            | Héctor Cuenca                        | 1938-1939                            |
| Ministerio de Comunicaciones            | José Rafael Pocaterra                | 1939-1941                            |
| Ministerio de Agricultura               | Alberto Adriani                      | 1936                                 |
| Ministerio de Agricultura               | Alfonso Mejía                        | 1936-1937                            |
| Ministerio de Agricultura               | Hugo Parra Pérez                     | 1937-1938                            |
| Ministerio de Agricultura               | Amenodoro Rangel Lamus               | 1938-1939                            |
| Ministerio de Agricultura               | Alfonso Mejía                        | 1939-1941                            |
| Secretaría de la Presidencia            | Francisco Parra                      | 1935-1936                            |
| Secretaría de la Presidencia            | Diógenes Escalante                   | 1936-1938                            |
| Secretaría de la Presidencia            | Alfonso Mejía                        | 1938-1939                            |
| Secretaría de la Presidencia            | Tulio Chiossone                      | 1939-1941                            |

## Política nacional

### Política legislativa

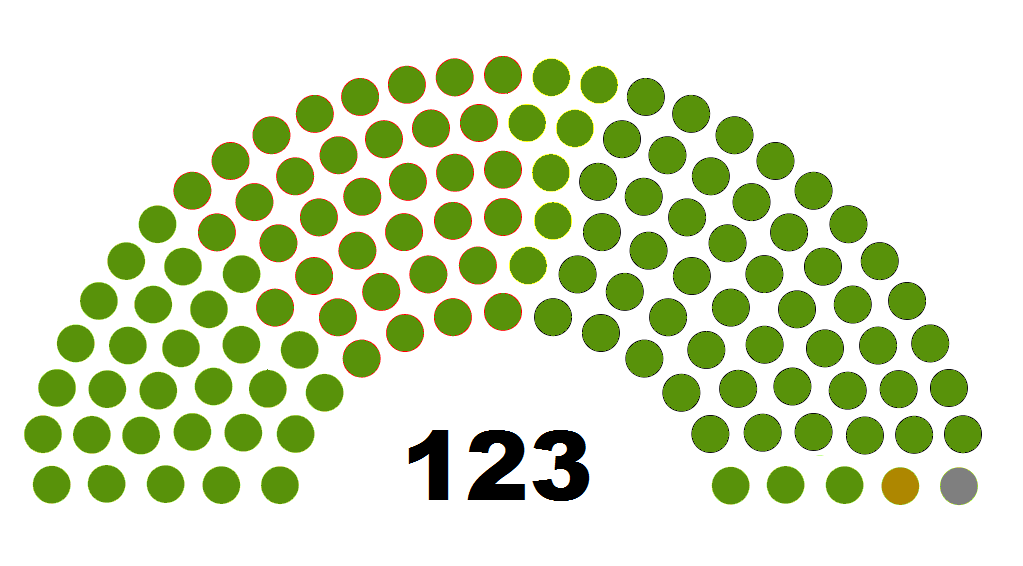
El Congreso tras las elecciones de 1936, en verde el oficialismo.

#### Constitución de 1936
El período presidencial se redujo de siete (7) a cinco (5) años.

### Política judicial

#### Liberación de los presos políticos y regreso de los desterrados
El 20 de diciembre de 1935 el general López Contreras dio la orden de liberar a todos los presos políticos y detenidos de la dictadura gomecista, muchos que se encontraban en trabajos forzados para la construcción de carreteras, así como la disposición para el regreso de los exiliados y desterrados.

### Política de defensa
El gobierno de López Contreras significó un continuismo militar del gomecismo; transformándose en una nueva élite del poder basada en el prestigio militar y las relaciones de mando heredadas de Gómez.

### Política económica
La política económica de López Contreras fue proteccionista. En 1936 el Congreso ordenó confiscar los bienes de Juan Vicente Gómez y de todos sus ministros. El 13 de octubre de 1936 fue aprobada la Ley de Arancel de Aduanas, proyecto del ministro Alberto Adriani.  En noviembre de 1939 se estableció un tratado de libre comercio con Estados Unidos.

### Política electoral

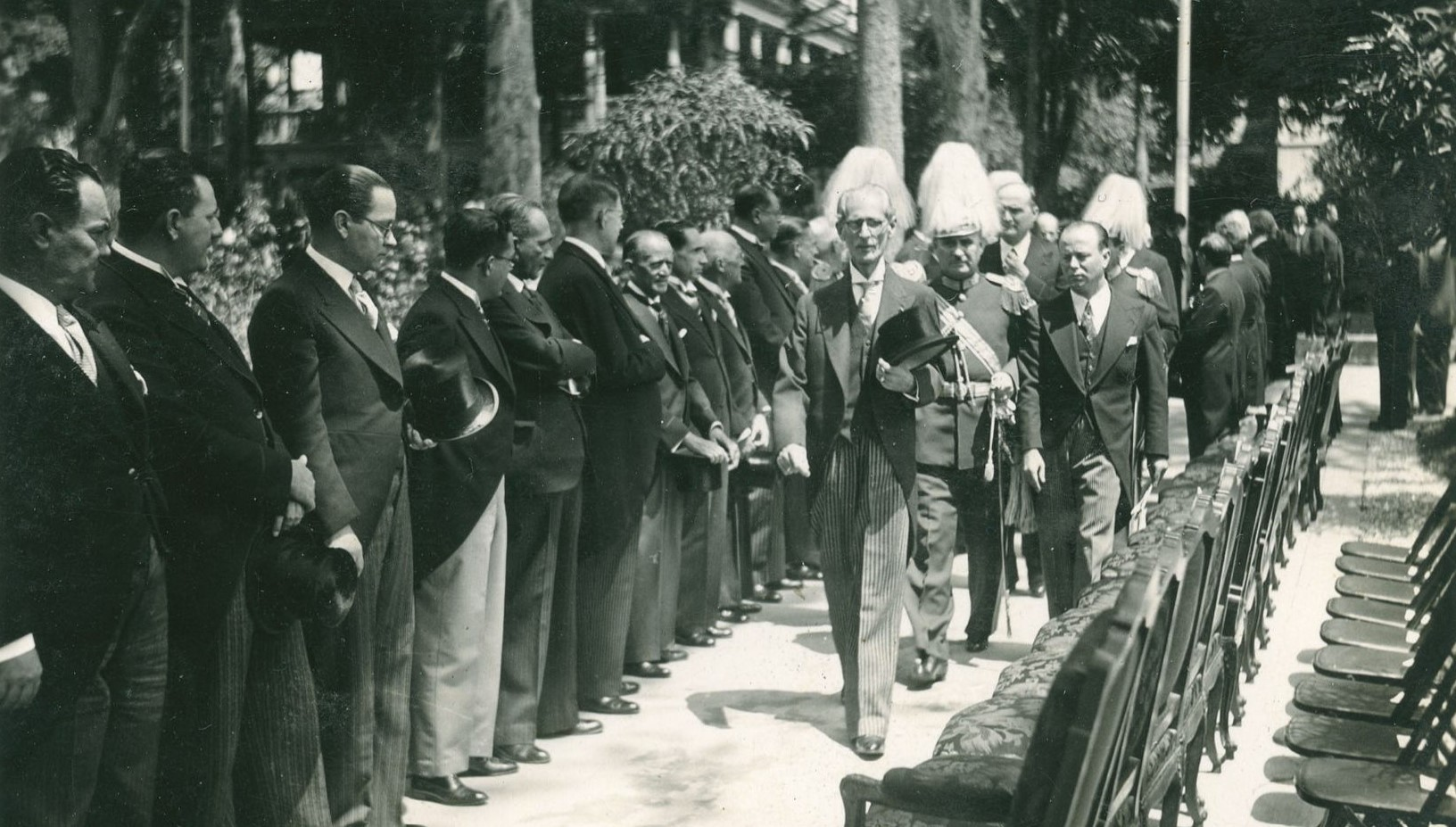
Eleazar López Contreras en un acto oficial.

En 1937 se realizaron elecciones municipales, las primeras elecciones del siglo XX donde participó la oposición al gobierno. Se ilegalizaron los partidos ORVE, FEV-OP, PRP, Frente Obrero y Frente nacional.

### Política de salud
El 25 de febrero de 1936 el Ministerio de Salubridad, Agricultura y Cría se dividió en dos, dando lugar al Ministerio de Sanidad y Asistencia Social. También estableció el Instituto Nacional de Puericultura.

### Política laboral
López Contreras mantuvo un enfrentamiento contra el movimiento obrero y sus líderes políticos, quienes se manifestaron en sucesivas huelgas como la de 1936. Por órdenes del militar Elbano Mibelli el 26 de marzo de 1939 se prohibieron la Federación Sindical de Trabajadores (FST) y la Unión General del Trabajo (UGT) acusándolas de comunistas.

### Política en infraestructura
Se diseñó el Plan Monumental de Caracas.

### Política de educación
En octubre de 1936 se fundó el Instituto Pedagógico y en enero de 1937 se establecieron programas de educación normal. Ese último año se allanó la Universidad Central de Venezuela (UCV)

### Política agraria
Fue creado el Ministerio de Agricultura y Cría, dividiendo el Ministerio de Salubridad, Agricultura y Cría. En 1936 fue fundado el Instituto Nacional del Café.

### Política en derechos humanos
En el inicio de 1936 se presentaron diversas protestas violentas en Maracaibo y Cabimas que generaron saqueos y provocaron siete fallecidos. Mientras que en Valencia y Caracas se produjeron manifestaciones que degeneraron en saqueos. Ante estos hechos el régimen suspendió las garantías el 6 de enero de 1936.

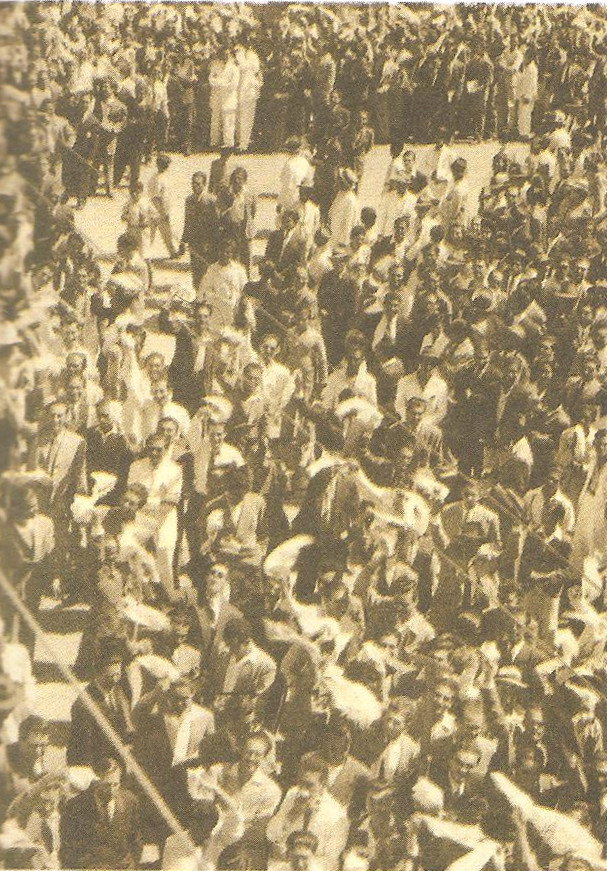
Manifestación de febrero de 1936.

La manifestación del 14 de febrero de 1936 fue reprimida, lo que provocó un saldo de seis muertos y cerca de 150 heridos. Ante la represión de la manifestación se sucedieron una de serie de altercados y saqueos que generaron la remoción y arresto del gobernador Galavís y la posterior restitución de garantías.
Ese mismo año es designado como ministro de Relaciones Interiores Alejandro Lara quien fomentó la aprobación de la Ley de Orden Público, más conocida como Ley Lara. La ley prohibió las huelgas y los paros laborales, autorizó el uso de armas de fuego para acabar con protestas, permitió el allanamiento de hogares sin orden judicial y legalizó la expulsión de ciudadanos de la nación.
Con el paso de los años se mantiene la conflictividad social lo que degenera en represión gubernamental. En 1936 ocurre la militarización de la ciudad de Valencia por órdenes del coronel F. Celestino Hernández debido a la huelga de los trabajadores de la oficina de telégrafos.En 1937 se produce el allanamiento de la sede de la FEV ubicado en la Universidad Central de Venezuela, provocando la muerte del estudiante Eutimio Rivas.
Además se producen una serie de detenciones de activistas y políticos como las de Gustavo Machado, Salvador de la Plaza, Carlos D’Ascoli, Jesús González, Luis Hernández Solís, Luis Francisco Troconis, Hernani Portocarrero y otros.
Debido a la actitud represiva comienzan a surgir algunas organizaciones para denunciar los abusos. En 1937 familiares de los detenidos políticos fundaron la Liga Nacional Pro Presos una organización encargada de ofrecer ayuda y asistencia a los detenidos, sin embargo, las autoridades evitaron legalizarla en varias oportunidades. Mientras que en 1938 el padre Manuel Aguirre Elorriaga fundó la Revista SIC (Seminario Interdiocesano de Caracas) influenciada por la Juventud Obrera Cristiana. Esta publicación sería una de las primeras ventanas para la difusión de información sobre los derechos humanos en Venezuela y la doctrina social de la Iglesia.
En 1939 entró en vigencia la Ley de Vagos y Maleantes, aunque en ella no se penaba la homosexualidad explícitamente se dejaba la puerta abierta a la detención de personas sospechas de cualquier «amenaza a la sociedad». El concepto de «vagos» no estaba claramente definido y se incluían desempleados o personas que «andan por la calle (...) fomentando ociosidad y otros vicios».

### Política de seguridad
En agosto de 1937 se estableció el Servicio Nacional de Seguridad.

### Política en medios de comunicación

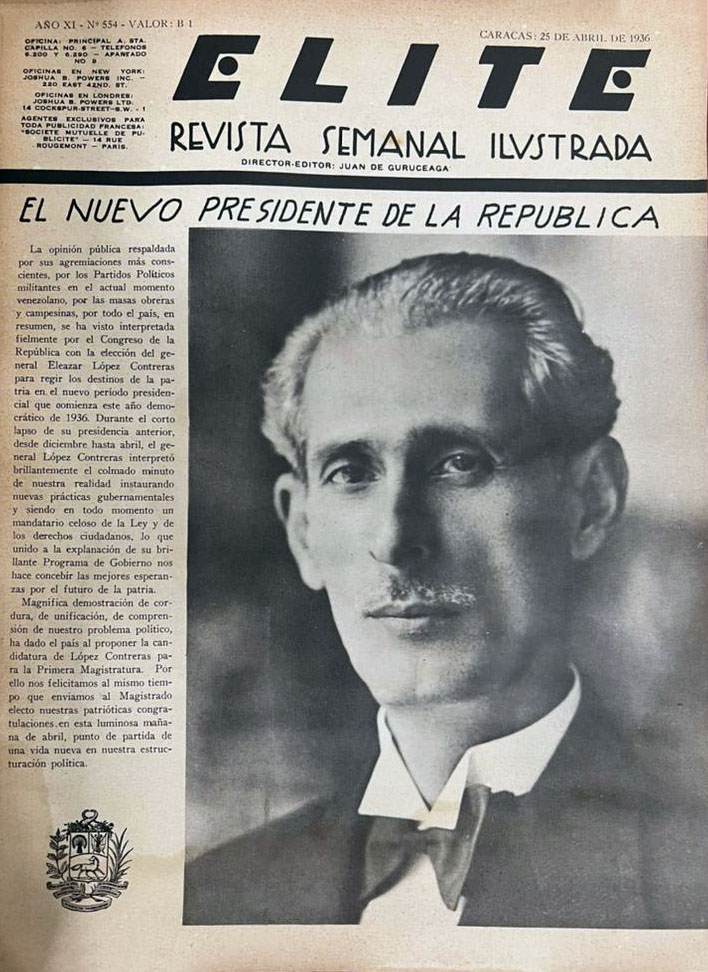
Portada de la revista Élite del 25 de abril de 1936, en la que aparece el presidente López Contreras al iniciar su periodo constitucional.

#### Censura
El 28 de enero de 1936 el gobernador del Distrito Federal, Félix Galavís, crea una Oficina de Censura en la gobernación. Galavís decreta la prohibición de la propaganda comunista, la publicidad de carteles y artículos de prensa sin previa autorización administrativa. Tras la manifestación del 14 de febrero de 1936, el presidente Contreras destituyó a Galavís y revirtió el decreto de censura.

#### Libro Rojo

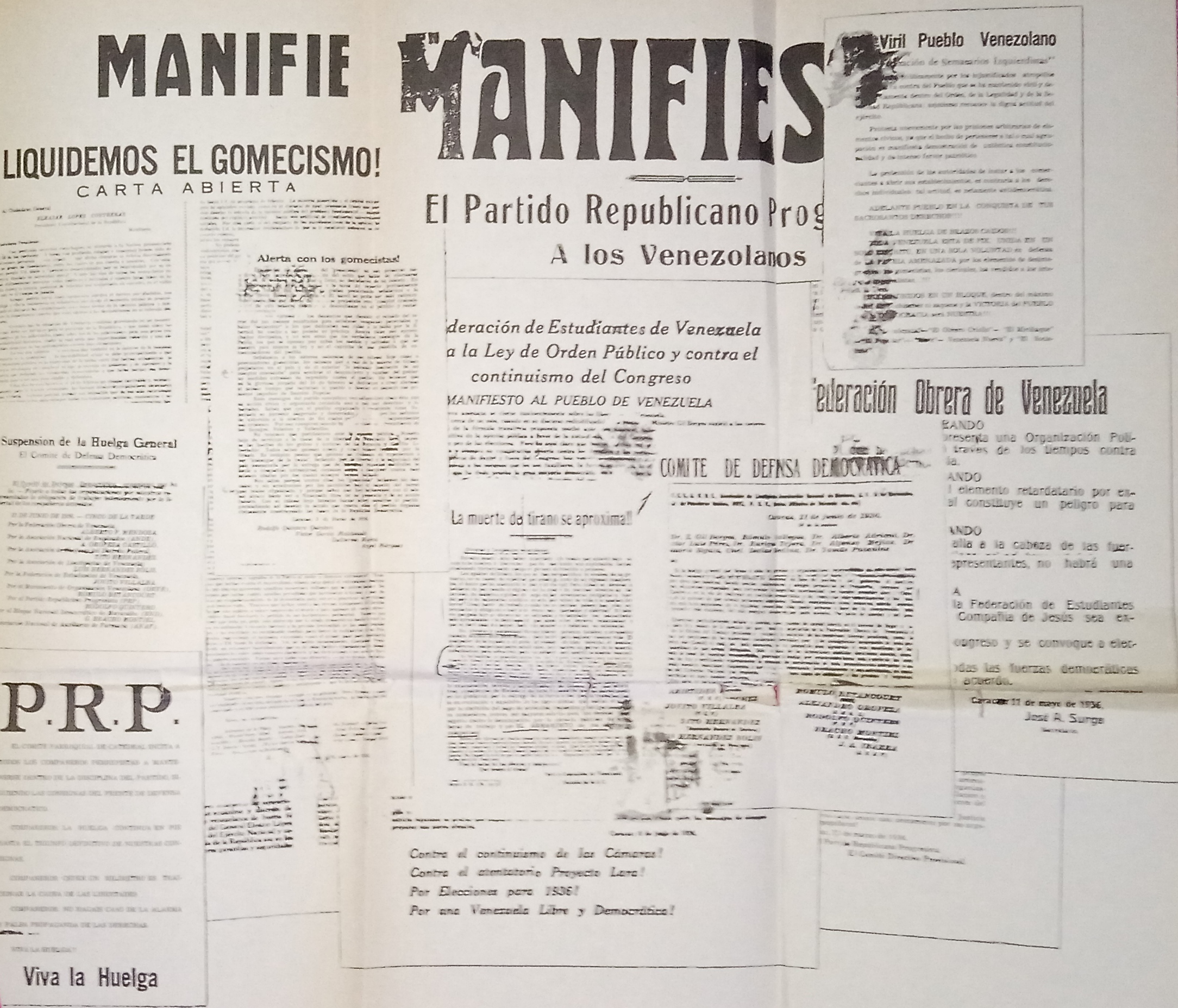
Documentos mostrados en el Libro Rojo.

En 1936 los periódicos Orve y El Popular anunciaron la aparición de un libro llamado La verdad de las Actividades Comunistas en Venezuela, popularmente conocido a partir de entonces como el Libro Rojo cuyo autor se desconocía, y que era un compendio de nombres de personas que se acusaban de ser comunistas (incluidos comunistas reales y excomunistas, para aquel momento). Fueron mencionados el secretario de Gobierno del Distrito Federal, el prefecto del Departamento Capitalino y el secretario privado del gobernador, Elbano Mibelli, así como se incluía el Plan de Barranquilla y se vinculaba al comunismo a los firmantes, entre esos, Rómulo Betancourt y otros participantes agrupados como el Movimiento de Organización Venezolana.
Esto trajo como consecuencia un escándalo político y desató una caza de brujas; Betancourt fue perseguido y permaneció en la clandestinidad. Finalmente se demostró que el Libro Rojo estaba vinculado al gobierno de Eleazar López Contreras.

### Política de inmigración
La política inmigratoria desde Juan Vicente Gómez estuvo influida por el positivismo, ideología que continuó determinando las políticas migratorias del gobierno de López Contreras.

## Política exterior

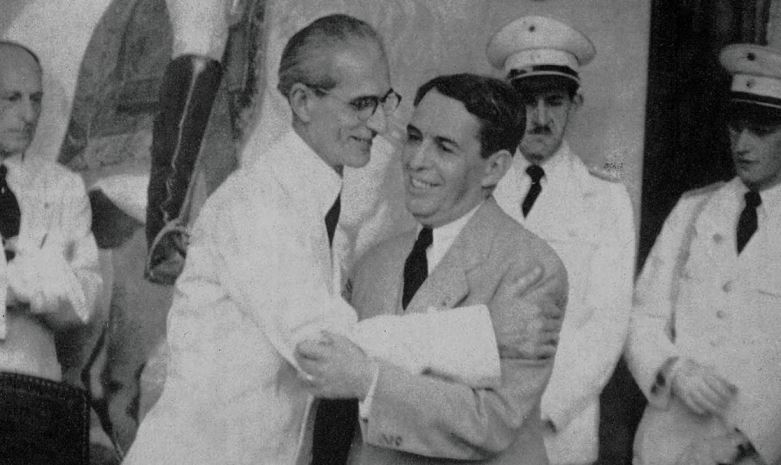
Eleazar López Contreras y el presidente colombiano Eduardo Santos. 1941.

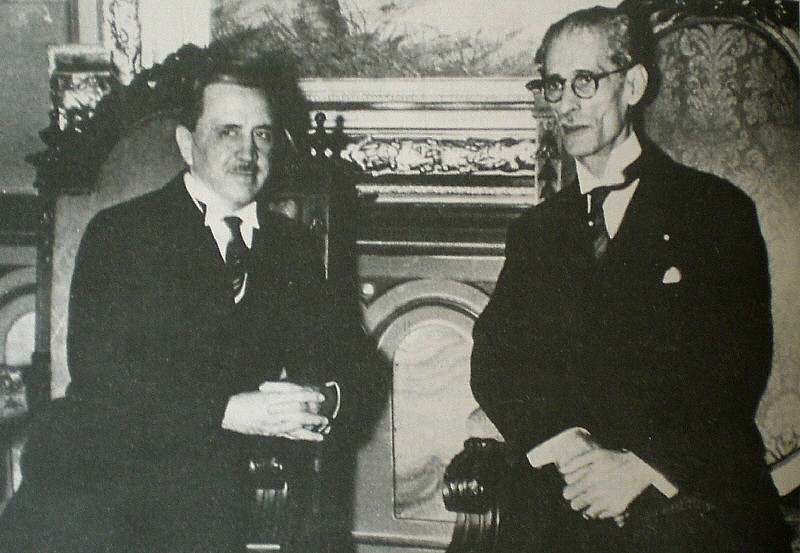
El embajador estadounidense Frank P. Corrigan y López Contreras en el Palacio de Miraflores.

Durante el gobierno de López Contreras estalló la Segunda Guerra Mundial. El propio López Contreras expresó al respecto:

Antes de ese conflicto ya el Ministerio de Relaciones Exteriores había completado sus estudios acerca de la neutralidad y su evolución en los últimos tiempos, definiendo, además, la situación de la República, teniendo en cuenta sus compromisos internacionales y sus vitales intereses. Inmediatamente después de recibir la notificación de la existencia de un estado de guerra entre algunas potencias europeas, el Gobierno de Venezuela, por Decreto de 4 de septiembre de 1939 declaró su estricta neutralidad.

El gobierno se declaró neutral el 4 de septiembre de 1939.

## Sucesión y repercusión histórica

### Elecciones presidenciales de 1941
Varios autores señalan que Juan Vicente Gómez había pensado en Diógenes Escalante como su sucesor; según el escritor Francisco Suniaga, también habría sido la primera opción de López Contreras, pero la cúpula militar le impuso la decisión de optar por un militar. En 1941 fue electo por el Congreso Isaías Medina Angarita, anterior ministro de Guerra de López Contreras. El general López Contreras esperaba recibir la presidencia de nuevo, tras el gobierno de Medina Angarita.

### Jurado de Responsabilidad Civil y Administrativa
Eleazar López Contreras fue condenado por el Jurado de Responsabilidad Civil y Administrativa.
Rufino Blanco Fombona de la Academia Nacional de la Historia, escribió al respecto: «Que sepamos, ni un solo bolívar se haya extraviado en sus bolsillos. Tuvo también la elegancia de menospreciar el peculado». Juan Serafín Penzini Hernández, individuo de Número de la Academia de Ciencias Políticas y Sociales y exministro de Relaciones Interiores de Isaías Medina Angarita, escribió: «Se llegó al extremo inaudito de juzgar y condenar a los Generales López Contreras y Medina Angarita, por delito de peculado, ante un Jurado de Responsabilidad Civil y Administrativa, tribunal ad-hoc donde se anulaba el derecho de defensa, se alteraba el mérito de las pruebas y se modificaba el proceso de sustanciación y de sentencia en los juicios en perjuicio manifiesto de los juzgados por esa ley ex-pos-facto, dictada por Acción Democrática».

## Ideología

### Positivismo
El gobierno de Eleazar López Contreras, al igual que la dictadura de Gómez, estuvo influenciado por el positivismo.

### Culto a la personalidad de Simón Bolívar
El gobierno de López Contreras promovió el culto a la personalidad de Simón Bolívar como medio de unificación del país y una alternativa del marxismo, considerado una «ideología extranjerizante». De igual manera promovió la creación de la Agrupación Cívica Bolivariana.

## Oposición

### Ilegalización de partidos políticos

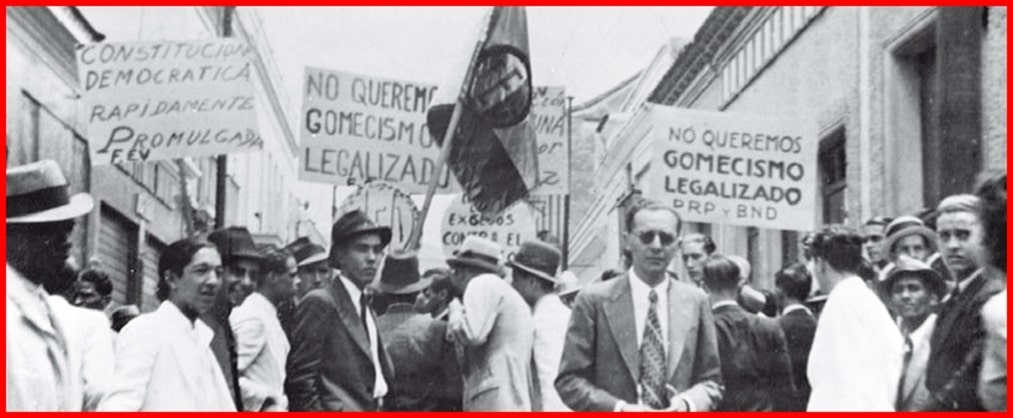
Partidarios del PRP protestando en 1936. El partido fue proscrito al año siguiente.

En 1936 se aprobó una nueva constitución donde se mantuvo la prohibición del comunismo y el anarquismo, así como la imposibilidad de la participación de las mujeres en la vida política.
Amparado en la Ley Lara se ordena la disolución de partidos y organizaciones como la Organización de Venezolanos (ORVE), el Partido Republicano Progresista (PRP), la Federación Estudiantil de Venezuela (FEV), el Frente Obrero (FO) y el Frente Nacional del Trabajo (FNT).

### Destierros

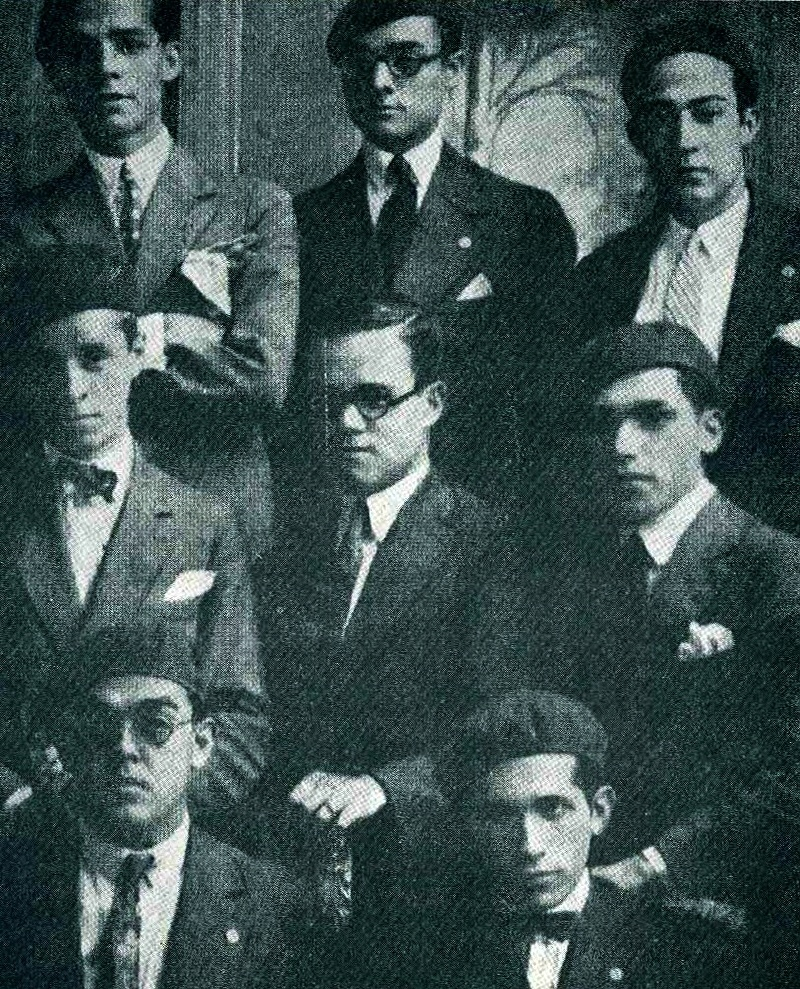
Jóvito Villalba (centroizquierda) y Rómulo Betancourt (centro), antes parte de la Generación del 28, fueron desterrados en 1937.

El 13 de marzo de 1937 el gobierno decretó la expulsión de 48 dirigentes políticos, quienes eran los principales líderes de la oposición, acusados de ser comunistas. Entre los expulsados se encontraban Miguel Acosta Saignes, Juan Bautista Fuenmayor, Rodolfo Quintero, Gonzalo Barrios, Carlos D’Ascoli, Carlos Augusto León, José Mayobre, Jóvito Villalba, Luis Troconis, Raúl Leoni, Gustavo Machado, Augusto Malavé Villalba, Hernani Portocarrero, entre otros. Fueron expulsados en el barco Flandre hacia Panamá y México.